# Joe McFadden
Joseph Martin "Joe" McFadden (Glasgow, Escocia, 9 de octubre de 1975) es un actor escocés conocido por haber interpretado al Joe Mason en la serie Heartbeat y a Raf di Lucca en Holby City.

## Biografía
Se entrenó en el Holyrood R.C. Secondary School en Glasgow.

## Carrera
En 1994 apareció en la serie Taggart donde interpretó a Hamish Thompson, previamente había aparecido por primera vez en la serie en 1988 durante el episodio "Root of Evil" donde interpretó a David Shires.
En el 2007 interpretó al doctor Jack Marshland en la miniserie Cranford junto a Judi Dench, Jim Carter, Simon Woods, Michael Gambon, Imelda Staunton y Philip Glenister. Ese mismo año se unió al elenco principal de la serie Heartbeat donde interpretó al oficial Joe Mason hasta el 2009.
En el 2009 apareció como invitado en varios episodios de la serie médica Casualty donde interpretó a Alistair, un hombre sin hogar que se hace amigo de la paramédica Polly. Anteriormente había aparecido por primera vez en la serie en el 2007 donde interpretó a Dave Adams durante el episodio "It Never Rains".
El 28 de enero del 2014 se unió al elenco principal de la serie médica Holby City donde interpretó al doctor Raffaello "Raf" di Lucca, un brillante médico que se especializa en técnicas de reanimación avanzadas para ayudar a traer a los pacientes del borde de la muerte, hasta el 7 de diciembre del 2017 después de que su personaje fuera asesinado por Fredrik Johansson (Billy Postlethwaite) luego de dispararle.

## Filmografía

### Series de televisión
| Año         | Serie                     | Personaje                    | Notas                                  |
| ----------- | ------------------------- | ---------------------------- | -------------------------------------- |
| 2013 - 2017 | Holby City                | Dr. Raffaello "Raf" di Lucca | 142 episodios                          |
| 2009        | Casualty                  | Alistair                     | 10 episodios                           |
| 2007 - 2009 | Heartbeat                 | Joe Mason                    | 48 episodios                           |
| 2007        | Cranford                  | Dr. Jack Marshland           | 3 episodios - miniserie                |
| 2006        | Judge John Deed           | Henry Free                   | episodio "My Daughter, Right or Wrong" |
| 2005        | The Afternoon Play        | Angus Doyle                  | episodio "Reverse Psychology"          |
| 2001        | The Glass                 | Paul Duggan                  | 6 episodios                            |
| 1999        | Sex, Chips & Rock n' Roll | Dallas McCabe                | miniserie                              |
| 1996        | The Crow Road             | Prentice McHoan              | 4 episodios - miniserie                |
| 1991 - 1995 | Take the High Road        | Gary McDonald                | 22 episodios                           |
| 1994        | Taggart                   | Hamish Thompson              | episodio "Secrets"                     |

### Películas
| Año  | Películas                      | Personaje                | Notas                                                                                         |
| ---- | ------------------------------ | ------------------------ | --------------------------------------------------------------------------------------------- |
| 2010 | Little White Lies              | Greg                     | corto - junto a Christine Bottomley & Nehemieh Goodridge                                      |
| 2009 | Zig Zag Love                   | Dr. Dan                  | junto a Robert Carlyle & Mark Lewis Jones                                                     |
| 2006 | Downhill                       | Consejero                | junto a Joe Gariffo, Chris Galanti & Jessica Kienzle                                          |
| 2005 | The Trouble with Men and Women | Matt                     | junto a Kate Ashfield, Matthew Delamere, Christine Tremarco & Vas Blackwood                   |
| 2004 | Raphael: A Mortal God          | Raphael Santi            | junto a Bernard Hill, Daniele Favilli, Sidney Kean & T. P. McKenna                            |
| 2004 | London                         | James Boswell            | junto a Peter Ackroyd, Jim Carter, Tom Hollander, Derek Jacobi & Philip Jackson               |
| 2003 | Ghosts of Albion: Legacy       | Lord Byron               | junto a Anthony Daniels, India Fisher & Leslie Phillips                                       |
| 2002 | Sparkhouse                     | Andrew Lawton            | junto a Richard Armitage, Holliday Grainger, Alun Armstrong, Sarah Smart & Celia Imrie        |
| 2002 | Beginner's Luck                | Joven luvvie             | junto a Julie Delpy, Steven Berkoff, Christopher Cazenove, Jean-Yves Berteloot & James Callis |
| 2000 | The Law                        | Detective Stephen Connor | junto a Douglas Hodge, Amita Dhiri & Sharon Duce                                              |
| 1998 | Dad Savage                     | Bob                      | junto a Patrick Stewart, Kevin McKidd, Helen McCrory, Marc Warren & Jake Wood                 |
| 1997 | Bumping the Odds               | Andy                     | junto a Shirley Henderson, Sharon Small & Garry Sweeney                                       |
| 1996 | Small Faces                    | Alan Maclean             | junto a Kevin McKidd, Ian McElhinney & Clare Higgins                                          |

### Video Juegos
| Año  | Video Juego                             | Notas                           |
| ---- | --------------------------------------- | ------------------------------- |
| 2002 | Harry Potter and the Chamber of Secrets | prestó su voz para el personaje |

### Teatro
| Año         | Obra                                             | Personaje        | Director (a)  | Teatro               | Notas                                           |
| ----------- | ------------------------------------------------ | ---------------- | ------------- | -------------------- | ----------------------------------------------- |
| 2011        | The Missing                                      | Escritor         | Imogen Knight | National Theatre     | junto a John Ramage & Barbara Rafferty          |
| 2011        | She Loves Me                                     | Georg Nowack     | Stephen Mear  | Chichester Theatre   | junto a Dianne Pilkington & Gavin McCluskey     |
| 2006 - 2007 | Chitty Chitty Bang Bang                          | Caractacus Potts | -             | Edinburgh Theatre    | -                                               |
| 2006        | Rainbow Kiss                                     | Keith            | -             | Royal Court Theatre  | -                                               |
| 2005        | How To Succeed In Business Without Really Trying | Finch            | Martin Duncan | Chichester Theatre   | junto a James Bolam, Gary Milner & Fiona Dann   |
| 2004        | Aladdin (pantomima)                              | Aladdin          | Sean Mathias  | Old Vic Theatre      | junto a Ian McKellen, Roger Allam & Joanna Page |
| 2004        | A Life In The Theatre                            | John             | -             | Royal Lyceum Theatre | -                                               |
| 2003        | 15 Seconds                                       | Claude           | -             | Traverse Theatre     | -                                               |
| 1999        | Rent                                             | Mark Cohen       | -             | Shaftsbury Theatre   | -                                               |
| 1997        | Afore Night Come                                 | Larry            | -             | Clwyd Theatre        | -                                               |
| 1997        | Entertaining Mr Sloane                           | Mr. Sloane       | -             | Clwyd Theatr         | -                                               |

## Premios y nominaciones
| Año  | Categoría  | Premio               | Película      | Resultado |
| ---- | ---------- | -------------------- | ------------- | --------- |
| 1997 | Best Actor | BAFTA Scotland Award | The Crow Road | Nominado  |